# Пираты (хоккейный клуб)
«Пира́ты» (чеш. Piráti) — хоккейный клуб из города Хомутов в Чехии. Основан в 1945 году. Домашняя площадка — SD aréna (открыта в 2011 году, заменила старый «ČEZ Stadion Chomutov»). Выступает в 1-й чешской лиге. Команда провела 15 сезонов (1951/52 — 1963/64, 1967/68, 1973/74) в высшей лиге Чехословакии и 6 сезонов (2012/13, 2013/14, 2015/16 — 2018/19) в Чешской экстралиге.

## История клуба
Хоккейный клуб в Хомутове был основан вскоре после окончания Второй мировой войны. Создатели клуба испытывали огромные трудности в связи с недостатком финансирования. Команде приходилось играть в футбольной форме. Тем не менее, команда быстро набирает популярность. Уже в 1949 году клуб заявился на региональный чемпионат, который в то время был самым высоким соревнованием.

### Пятидесятые годы
В сезоне 1950-1951 Команда сталелитейного завода Хомутова выиграла областной чемпионат и квалификацию в первую Лигу. Свой первый матч в Чехословацкой хоккейной лиге клуб провёл четвертого ноября 1951 года в Хомутове против пражского Спартака. Встреча закончилась со счётом 5-4 в пользу хомутовцев. В первый сезон команда финишировала на шестом месте. Год спустя команда поднимается на четвёртое место. В 1956 году команда поднимается на второе место в лиге. Двадцать четвёртого ноября 1956 года произошла трагедия. Во время полета из Швейцарии, разбился самолет со вторым составом команды, которая возвращалась оттуда после турнира.

### Шестидесятые годы
В начале шестидесятых годов в игре клуба наметился спад, связанный со старением состава команды. Игроки, которые десять лет назад боролись за чемпионство, перешагнули тридцатилетний барьер, а молодое поколение ещё не могло заменить ветеранов клуба. В результате ВТЖ Хомутов в сезоне 1963/64 финишировали на последнем месте и вылетели из лиги после тринадцати лет выступления в элите. В 1967 году команда возвращается в высшую лигу. Но команда не была способна поддерживать конкуренцию с другими клубами. Из 36 матчей им удалось выиграть только 3. Клуб снова опустился в низшую лигу.

### Семидесятые годы
В сезоне 1973/74, спустя пять лет после вылета, команда возвращается в элиту. Клуб сражается за выживание с командами Пльзень 1929, ХК Острава, Мотор. Все семидесятые годы клуб старается не вылететь из лиги. Исключением стал лишь сезон 1979/80, в котором клуб завоевал серебро.

### Восьмидесятые годы
В сезоне 1981/82 команда заняла одиннадцатое место. В следующем сезоне она финишировала четвертой. Последним сезоном в чехословацкой лиге для ВТЗ был 1983/1984-й. Команда имела шанс на спасение, если бы в последнем туре она обыграла бы Младу Болеслав с преимуществом в пять шайб. Этого не случилось, и Хомутов на 13 лет опустился в Чешскую национальную лигу. Всоре после этого у клуба начались проблемы с финансированием. Команда потеряла профессиональный статус.

### Девяностые годы
В начале девяностых клуб испытывал огромные трудности. Ключевым был сезон 1993/94, когда клубу удалось найти спонсоров. Тем не менее, кризиса избежать не удалось. В результате, стадион был закрыт, не было денег на оборудование для игроков. Лишь в 1997-м году команде удалось пробиться в Первую лигу, вторую по силе в Чехии. В первом сезоне после возвращения клуб занял пятое место.

### Современная история
В сезоне 2000/01 клуб выиграл регулярный чемпионат и плей-офф Первой лиги, а в переходных матчах уступил Карловым Варам. В сезоне 2009/10 Пираты победили в плей-офф первой лиги и уступили в переходных матчах команде Млада Болеслав со счетом 4-1 в серии. В 2012 году команда вновь выиграла плей-офф первой лиги, а затем победила в переходных матчах «Млада Болеслав» (4-3 в серии) и вышла в Экстралигу.
Команда приняла участие в двух розыгрышах European Trophy (2012, 2013).
По итогам сезона 2013/14 (регулярный чемпионат Экстралиги, плей-аут и переходный турнир) команда выбыла в первую лигу. Через год клуб вновь вернулся в Экстралигу. В сезоне 2015/16 команды впервые вышла в плей-офф. Следующий сезон, 2016/17 получился самым удачным в истории клуба. Пираты вышли в полуфинал Экстралиги. В 2018 году Пираты только в переходном турнире сохранили место в Экстралиге. Из-за финансовых трудностей, которые клуб испытывал в течение сезона 2018/19, Пираты спустя 5 лет вновь выбыли в первую лигу. Самый удачный период времени клуба связан со знаменитым чешским хоккеистом и тренером Владимиром Ружичкой. Из-за долгов клуб был продан новым владельцам, состав игроков и тренеров полностью обновился, команда сейчас выступает в первой лиге.

## Прежние названия
- ЧСК Хомутов (1945-1949)
- Команда сталелитейного завода (1949-1951)
- Сокол Хуте (1951-1953)
- ТЕ Баник Хомутов (1953-1958)
- Баник ВТЖ Хомутов (1958-1960)
- ВТЖ Хомутов (1960-1991)
- КЛХ ВТ ВТЕ Хомутов (1991-1996)
- КЛХ Хомутов (1996-2011)
- Пираты Хомутов (2011—н. в.)

## Известные игроки
- Ян Бенда (2010)
- Любош Бартечко (2013—2014)
- Марк Бомерсбэк (2013—2014)
- Ян Коварж (2012)
- Ангел Крстев (2000—2001, 2013—2014)
- Андре Лакос (2013)
- Томаш Рахунек (2012)
- Йозеф Страка (2013—2014)
- Ярослав Свобода (2013—2014)
- Томаш Словак (2011)
- Атварс Трибунцов (2010)
- Ондржей Фиала (2009—2012)
- Михал Фролик (2012—2013)
- Джейсон Чимера (2012—2013)
- Милан Юрчина (2012)
- Роман Червенка (2015—2016)